# Puig de Caselles
El Puig de Caselles és una muntanya de 970 metres que es troba al municipi de l'Esquirol, a la comarca d'Osona.